# State Property 2
State Property 2 é um filme estadunidense de 2005 dirigido por Damon Dash e produzido e distribuído pela Lions Gate Entertainment.

## Elenco
- Beanie Sigel - Feijão
- N.O.R.E. - El Pollo Loco
- Damon Dash - Dame
- Michael Bentt - Biggis
- Omillio Sparks - Baby Boy
- Oschino - D-Nice
- Freeway - Free
- Young Gunz - Chris & Neef
- Cam'ron - Cam'ron
- Juelz Santana - Santana Juelz
- Jim Jones - Jones Jimmy
- Duan Grant - P-Nut
- Sundy Carter - Aisha
- Dirty Bastard "Ol - Dirt McGirt
- Nicole Wray - Nicole Wray
- Siddiq Cornish - jovem D-Nice
- Kanye West - Kanye West
- Mariah Carey - Esposa de Dame
- MOP -'s Crew Dame
- Loon - Pollo Loco pai El
- Angie Martinez - Terça-feira
- Omahyra Mota - Pollo Loco mãe El
- Roselyn Sánchez - Ministério Público